# Per poter vivere
Per poter vivere è il dodicesimo album del cantante italiano Gianni Morandi, pubblicato dall'etichetta discografica RCA nel 1976.
Il disco è prodotto da Bruno Zambrini, che è autore di tutti i brani insieme a Stefano Jurgens e cura gli arrangiamenti di 4 di essi, mentre Gianni Mazza si occupa degli altri 6.
Dal disco vengono tratti i singoli È già mattina/Giorni migliori e Sei forte papà/Sei già qui il cui brano principale era la sigla finale del programma televisivo Rete Tre, condotto dallo stesso Morandi.

## Tracce

### Lato A
1. Per poter vivere
2. Sei già qui (feat. Baba Yaga)
3. Peggio di prima
4. Avevamo stretto un patto
5. Giorni migliori

### Lato B
1. Sei forte papà (feat. Marianna Morandi e Andrea Zambrini)
2. Più in alto
3. Amarti a metà
4. È già mattina
5. Per poter vivere (finale)